# Martín Vázquez
Martín Emilio Vázquez Broquetas, ismertebb nevén Martín Vázquez (Montevideo, 1969. január 14. –) uruguayi nemzetközi labdarúgó-játékvezető.

## Pályafutása

### Nemzeti játékvezetés
A játékvezetői vizsga megszerzését követően különböző osztályú labdarúgó mérkőzéseken szerezte meg a szükséges tapasztalatokat, 1999-ben lett I. Ligás játékvezető.

### Nemzetközi játékvezetés
Az Uruguayi labdarúgó-szövetség Játékvezető Bizottsága (JB) 2001-ben terjesztette fel nemzetközi játékvezetőnek, a Nemzetközi Labdarúgó-szövetség (FIFA) bíróinak keretébe. Több Libertadores-kupa és világbajnoki előselejtező mérkőzés, válogatott- és klubmérkőzést vezetett.

#### Világbajnokság
2008-ban a FIFA bejelentette, hogy 2010-ben a Dél-Afrikában rendezendő labdarúgó-világbajnokságra Uruguayból Jorge Larrionda mellett kiválasztották vezető bírónak.
2009-ben a FIFA meghívta Nigériába az U17-es labdarúgó-világbajnokság mérkőzéseinek irányítására, ahol az Új-Zéland–Törökország (1:1) és a Egyesült Arab Emírségek–Malawi (2:0) csoportmérkőzéseket, az egyik nyolcaddöntőt, a Svájc–Németország (4:3) valamint kiegyensúlyozott szakmai munkájának elismeréseként, a Svájc–Nigéria (1:0) döntő találkozót irányította. Vezetett mérkőzéseinek száma: 4
Vezetett U17-es döntőinek száma: 1
A FIFA 2010. február 5-én kijelölte a (június 11.-július 11.) közötti dél-afrikai világbajnokságon közreműködő harminc játékvezetőt, akik Kassai Viktor és 28 társa között ott lehet a világtornán. Az érintettek március 2-6. között a Kanári-szigeteken vesznek részt szemináriumon, ezt megelőzően február 26-án Zürichben orvosi vizsgálaton kell megjelenniük. Az ellenőrző vizsgálatokon megfelelt az elvárásoknak, de a FIFA a tartalék keretbe sorolta. Erőnléti okok miatt Jorge Larrionda és két segítője kikerült a keretből, helyette sorolták a legjobbak közé. A helyszínen tartalék játékvezetőként szolgálta a labdarúgást.

#### Olimpia
A 2008. évi nyári olimpiai játékok labdarúgó tornáján két csoportmérkőzésen, a Kína–Új-Zéland (1–1) és a Kamerun–Olaszország (0–0) mérkőzéseken, valamint az egyik elődöntőben, a Brazília–Argentína (0–3) találkozón szolgálta játékvezetőként a labdarúgást. Vezetett mérkőzéseinek száma: 3

#### Nemzetközi kupamérkőzések

##### Libertadores Kupa
Nemzetközi játékvezetőként 2006-tól 2009-ig több kupasorozatban működött közre, mint játékvezető. 2008-ban lehetőséget kapott, hogy az egyik elődöntőt irányítsa.

## Sikerei, díjai
2008-ban a FIFA ranglistáján a 30., 2010-ben a 93. helyen szerepelt.